# Mangalārtha

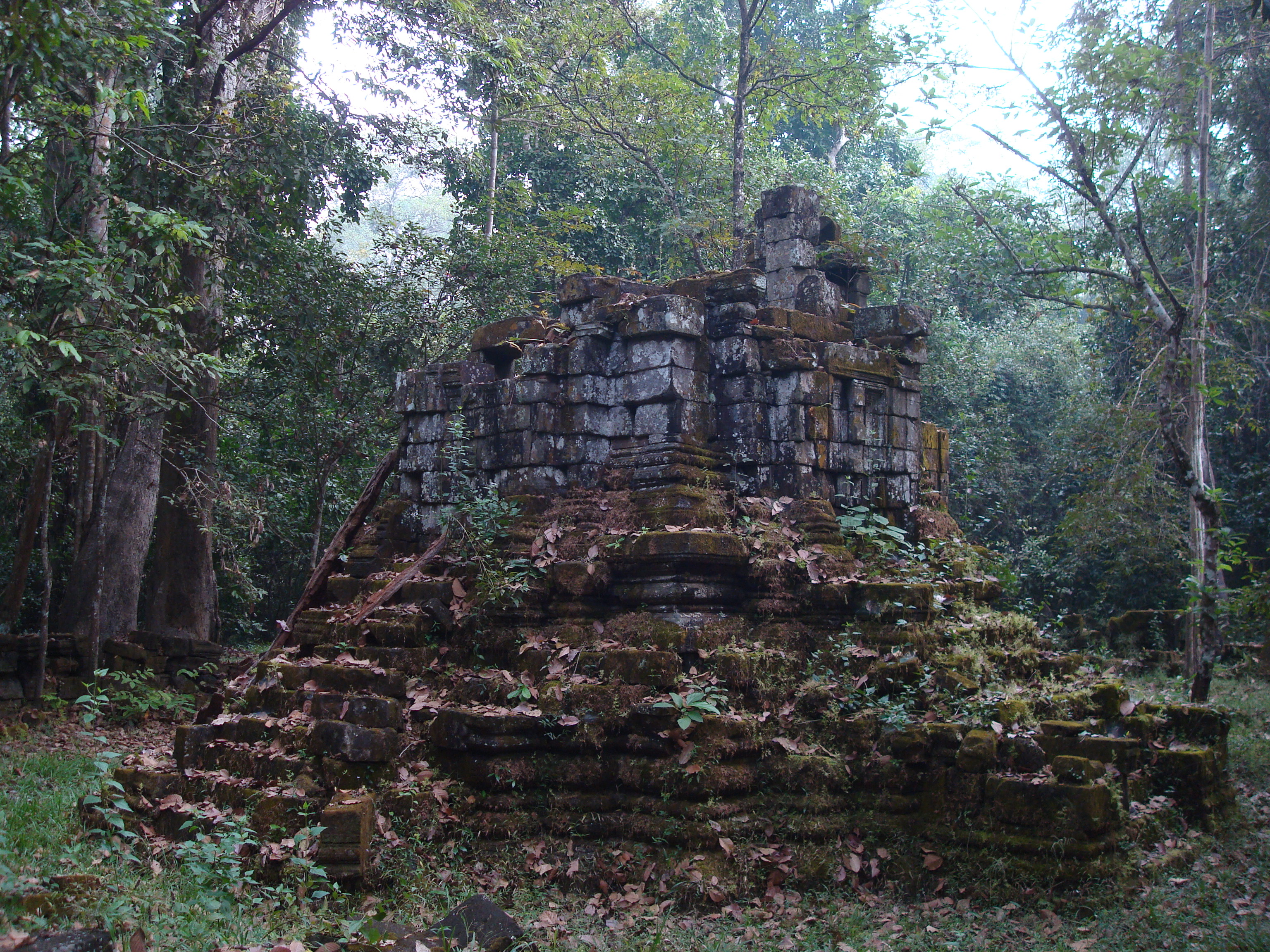
Mangalartha (2013)

Le Mangalartha, ou monument du sommet du Prasat de l'Est (ou encore 487), est un petit temple hindouiste situé à Angkor, au Cambodge.
La Mangalartha est située dans Angkor Thom, au sud de l’allée de la victoire, au terme d'une piste parcourant la jungle et qui débute environ 300 mètres avant la porte de la victoire. Comme il est en ruine sur un sol envahi par la végétation, il est aussi l'un des moins visités d'Angkor.
Il a été inauguré le 28 avril 1295, selon la stèle gravée sur ses quatre côtés. L’importance de l’édifice est d'être le dernier des monuments d'Angkor datable avec précision.
Il a été construit en grès pendant le règne de Jayavarman VIII, en l'honneur d'un savant brahmane appelé Mangalartha, assimilé à Vishnu. Il est de plan cruciforme et s’ouvre sur l'est, alors qu’aux autres points cardinaux se trouvent des fausses portes. La chambre principale abritait deux statues, l'une de Mangalartha et l'autre de sa mère, dont le socle est toujours en place. Les frontons abimés de l’édifice se trouvent encore sur le terrain. Ils montrent un Vishnu couché sur Shesha, puis les trois enjambées de Vishnu parcourant le monde ainsi qu’un Shiva dansant avec quatre bras et, enfin, Krishna soulevant le mont Govardhana.